# Simona (prénom)
Pour les articles homonymes, voir Simona.
Cette page présente le prénom Simona ainsi que ses variantes.
Simona est un prénom féminin porté surtout en Italie et en Roumanie. C'est également un nom de famille.

## Personnalités portant ce prénom
- Simona Levi (1966-), militante espagnole ;
- Simona Amânar (1979-), gymnaste roumaine ;
- Simona Halep (1991- ), joueuse de tennis roumaine.

- Pour l'ensemble des articles sur les personnes portant ce prénom, consulter :
  - la liste des articles dont le titre commence par ce prénom
  - les listes produites par Wikidata : Liste des personnes de prénom « Simona » — même liste en incluant les éventuels prénoms composés qui contiennent « Simona ».